# Luis Carmena y Millán
Luis Carmena y Millán (1845-c. 1904) fue un crítico musical y taurino español.

## Biografía
Crítico musical y taurino, nació en Madrid el 21 de octubre de 1845. Fue comisario de guerra de Administración militar y colaboró en publicaciones periódicas como La Lidia, El Arte de la  Lidia, Sol y Sombra, El Enano, El Tío Jindama, Heraldo y Toreo Cómico de Madrid, y en el Gato Negro de Barcelona. Hizo uso de pseudónimos como «Andante» y «Minuto».
Entre sus obras se contaron títulos como Bibliografía de la tauromaquia (1883), Toros en 1803: una curiosidad bibliográfica referente a las corridas reales (1883), Lances de capa (1900), Estocadas y pinchazos (1900), Cosas del pasado: música, literatura y tauromaquia (1904).